# Arcon
Arcon ist eine französische Gemeinde mit 110 Einwohnern (Stand: 1. Januar 2022) im Département Loire in der Region Auvergne-Rhône-Alpes. Arcon gehört zum Arrondissement Roanne und zum Kanton Renaison. Die Einwohner werden Arconais genannt.

## Geographie
Arcon liegt etwa 14 Kilometer westsüdwestlich von Roanne am Forez. Hier entspringt der Renaison. Umgeben wird Arcon von den Nachbargemeinden Les Noës im Norden und Nordwesten, Renaison im Norden und Nordosten, Saint-André-d’Apchon im Osten und Nordosten, Saint-Alban-les-Eaux im Osten, Villemontais im Südosten, Cherier im Süden, Laprugne im Westen und Südwesten sowie Saint-Nicolas-des-Biefs im Westen und Nordwesten.

## Bevölkerungsentwicklung
| Jahr                       | 1962 | 1968 | 1975 | 1982 | 1990 | 1999 | 2006 | 2017 |
| Einwohner                  | 227  | 228  | 170  | 148  | 135  | 107  | 102  | 108  |
| Quellen: Cassini und INSEE |      |      |      |      |      |      |      |      |

## Sehenswürdigkeiten
- Kirche Saint-Gilles
- Arboretum Les Grands-Murcins